# Martin-Behaim-Gymnasium Nürnberg
Das Martin-Behaim-Gymnasium ist ein naturwissenschaftlich-technologisches und sprachliches Gymnasium in Nürnberg.

## Geschichte
Aufgrund der stetig wachsenden Schülerzahlen an den bestehenden Kreisrealschulen, dem heutigen Dürer-Gymnasium, sowie dem heutigen Hans-Sachs-Gymnasium, beschloss der Landrat der Kreisgemeinde Mittelfranken 1918 die Einrichtung einer dritten vierklassigen Kreisrealschule. Diese zog am 1. September 1919 in das Gebäude der ehemaligen Kreislandwirtschaftsschule Lichtenhof in der Katzwanger Straße 11 im Stadtteil Rangierbahnhof, ehe sie aus Platzmangel am 1. September 1921 in das Volksschulgebäude an der Wölckernstraße im Stadtteil Galgenhof zog.
1924 erfolgte nach der staatlichen Übernahme der nun sechsklassigen Schule die Umbenennung in Realschule III, ehe sie nach der Umbenennung 1938 in Oberschule an der Wölckernstraße 1940 zur achtklassigen Schule mit Abiturberechtigung ausgebaut wurde. Bei den Luftangriffen, während des Zweiten Weltkrieges wurde das Gebäude der Schule vollständig zerstört.
Nach dem Krieg nahm die nun Oberrealschule an der Wölckernstraße genannte Schule am 8. Januar 1946 im Gebäude des Dürer-Gymnasiums den Unterricht wieder auf, ehe man anschließend in das Schulhaus des Melanchthon-Gymnasiums umzog. Am 9. September 1959 konnte ein eigener Neubau in der Wilhelm-Späth-Straße (heute: Schultheißallee) eingeweiht werden, den jedoch erst ab 1969 alle Schüler beziehen konnten. Zwischenzeitlich dienten die Schulhäuser des Willstätter-Gymnasiums, des Johannes-Scharrer-Gymnasiums und das Schulhaus am Königstor als Ersatzräumlichkeiten. Im Zuge der bundesweiten Vereinheitlichung des Schulwesens wurde die Schule nach dem Nürnberger Martin Behaim benannt. 1978 erfolgte mit der erstmaligen Aufnahme von Mädchen der gemischtgeschlechtliche Unterricht am Gymnasium und somit auch an der letzten staatlichen Schule im Großraum Nürnberg.
Im Juli 2017 wurde bekannt, dass der Bau von 1959 auf Grund von Baufälligkeit und zu hohen Sanierungskosten einem Neubau weichen soll. Der Abriss und Neubau wird in den frühen 2020er Jahren realisiert. Die Schüler werden in der Übergangszeit in der alten Bertolt-Brecht-Schule Nürnberg unterrichtet.

Zum September 2024 wurden am Martin-Behaim-Gymnasium zwei neue fünfte Klassen eingeführt, die künftig Teil des neuen Gymnasium Breslauer Straße (GBS) werden sollen. Dieses soll bis 2028 auf einem neuen Schulcampus im Stadtteil Langwasser entstehen, der neben dem Gymnasium auch eine neue Real- sowie eine Berufsoberschule beheimaten soll. Im Endausbau sollen im neuen wirtschafts- und sozialwissenschaftlichen Gymnasium bis zu 1.150 Schülerinnen und Schüler unterrichtet werden.

## Namen
- Kreisrealschule III (1919–1924)[2]
- Realschule III (1924–1938)[2]
- Oberschule an der Wölckernstraße (1938–?)[2]
- Oberrealschule an der Wölckernstraße (?–1965)[2]
- Martin-Behaim-Gymnasium (seit 1965)[2]

## Persönlichkeiten

### Bekannte Schülerinnen und Schüler
- Herbert Eckstein (* 1956) deutscher Politiker (SPD), Landrat
- Martin Heidingsfelder (* 1965), deutscher American-Football-Spieler
- Gerhard Hummel (* 1953), deutscher Fußballspieler
- Martin Kastler (* 1974), deutscher Politiker (CSU)
- Reinhard Kurth (1942–2014), deutscher Virologe und Mediziner
- Markus Landerer (* 1976), Domkapellmeister zu Wien
- Friedrich Lösel (* 1945), deutscher Psychologe und Kriminologe
- Anna Noé (* 1989), deutsche Fernsehmoderatorin
- Horst P. Popp (* 1958), deutscher Bankier
- Stefan Reuter (* 1966), deutscher Fußballspieler und -manager
- Stephan Schwenk (* 1963), deutscher Medienunternehmer

### Bekannte Lehrerkräfte
- Dieter Frey (* 1972), deutscher Fußballspieler
- Rüdiger Keuth (1945–2006), freischaffender Künstler
- Kurt Karl (* 1936 in Regensburg), Musiklehrer und Träger des Bundesverdienstkreuzes am Bande